# آلیش

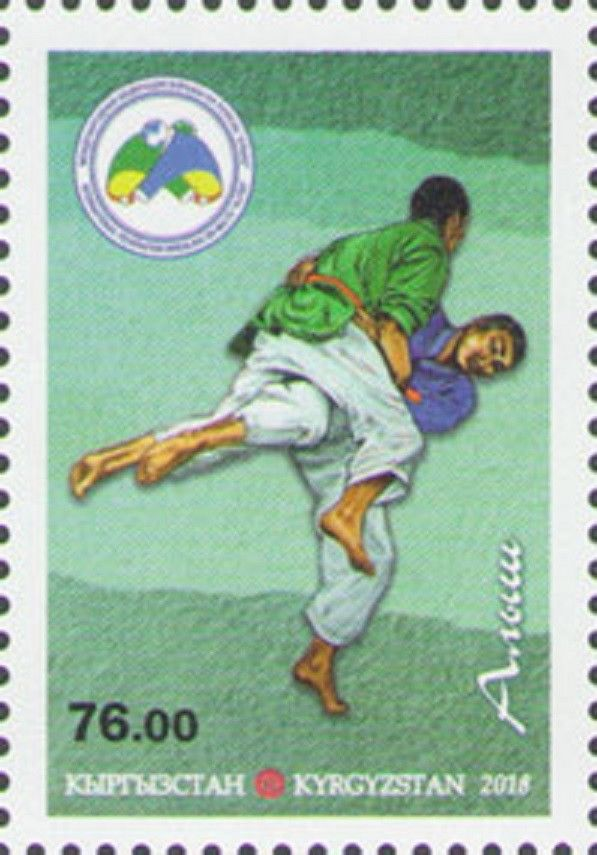
کشتی آلیش بر روی تمبری یادبود در قرقیزستان در ۲۰۱۸

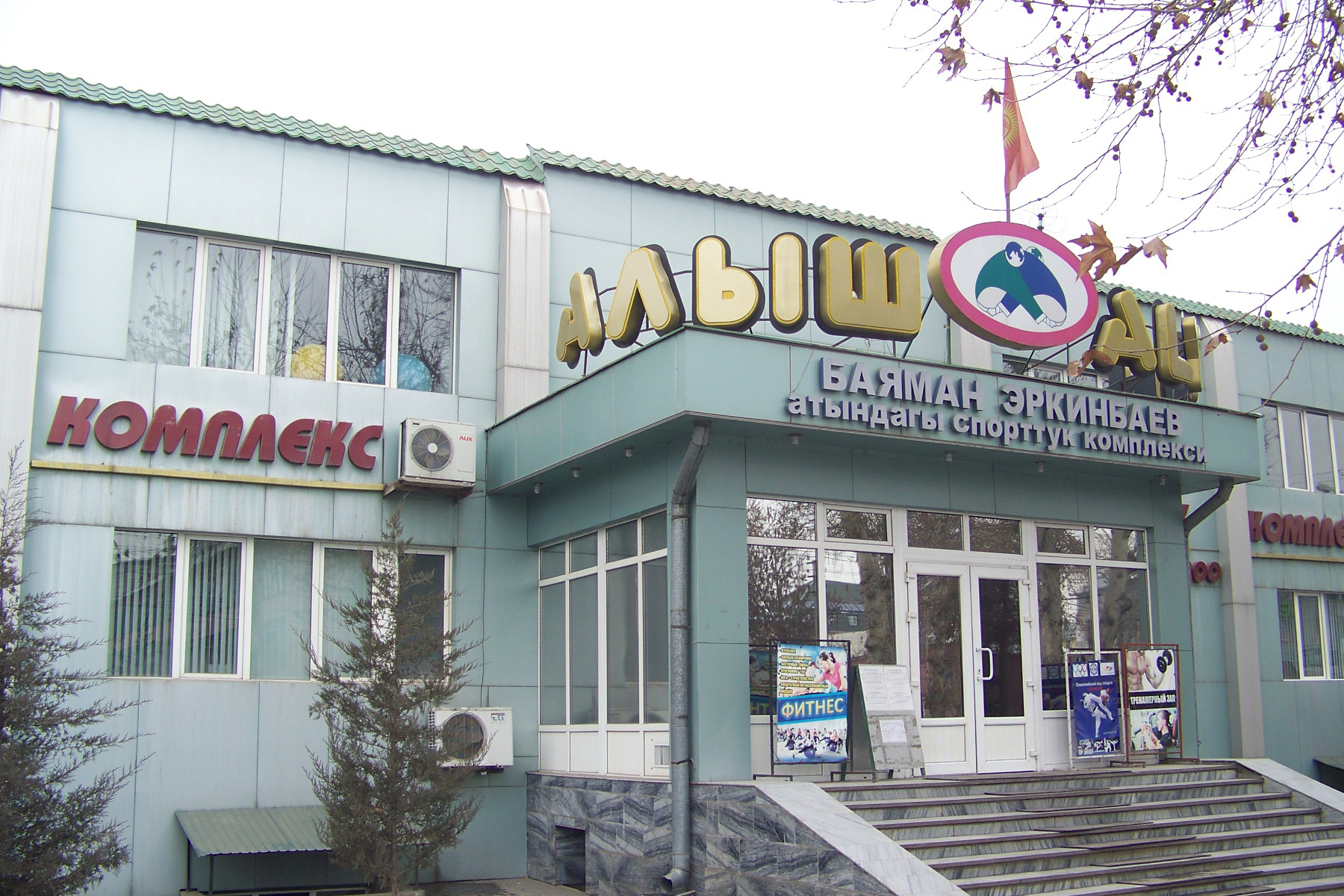
مرکز ورزشی کشتی آلیش در قرقیزستان

آلیش یا اِلیش در زبان فارسی به معنی مبایعه و در زبان ترکی به معنای شروع کردن و گرفتن می‌باشد. آلیش (قرقیزی: Алыш) کشتی محلی مردمان آسیای مرکزی است که به آن کشتی با شال هم می‌گویند. قوانین این نوع کشتی توسط اتحادیه جهانی کشتی (UWW) تنظیم می‌شود.
کشتی آلیش از سال‌های بسیار دور به صورت یک کشتی سنتی در کشورهایی از جمله قرقیزستان، ازبکستان، ترکمنستان، لیتوانی، قزاقستان،افغانستان و... کل، آسیای میانه دارای ریشه بوده و در مناطقی از جمله استان، گلستان، ترکمنها و … دارای آثار دیرینه می‌باشد. فعالیتهای بین‌المللی این ورزش از سال ۱۹۹۰ آغاز گردیده و قوانین مسابقات آن توسط آقایان بای آمان آرکین از قرقیزستان، عبدالکریم سودی از ایران، ناصر عزیزوف از ازبکستان، ویلتا کنتا تاس از لیتوانی تنظیم گردیده و در سال ۱۹۹۵ اولین دوره مسابقات بین‌المللی آلیش با قوانین متحد الشکل در کشور قرقیزستان در دوبخش آقایان و بانوان برگزار شد. هم‌اکنون ۳۹ کشور جهان دارای فدراسیون و انجمن رسمی و ۵۸ کشور جهان به صورت غیررسمی در این زمینه فعالیت دارند.

## نحوه برگزاری رقابت
آلیش یک سبک گراپلینگ ایستاده است. پوشش رقبا در این نوع کشتی شامل لباس کیمونو شکل شلوار و کمربند است. هر یک از رقبا باید با دست کمربند حریف مقابلش را بگیرد و سعی کند در همین حالت رقیب خود را به روی تشک پرتاب کند. بر اساس اینکه کدام قسمت از بدن حریف به تشک برخورد می‌کند به پرتاب‌ها نمراتی بین ۱ تا ۶ داده ‌می‌شود. اولین بازیکنی که به امتیاز ۶ برسد برنده‌رقابت است.از سال ۲۰۰۸، آلیش توسط فیلا و اتحادیه جهانی کشتی جهانی (UWW)، به عنوان کشتی آلیش به رسمیت شناخته شد و رقابت‌های آن در دو بخش مردان و زنان برگزار می‌شود.